# Tonadico
Tonadico là một đô thị ở tỉnh Trento ở vùng Trentino-Alto Adige/Südtirol của Ý, tọa lạc cách 60 km về phía đông của Trento. Tại thời điểm ngày 31 tháng 12 năm 2004, đô thị này có dân số 1.429 người và diện tích là 89,4 km².
Đô thị Tonadico có các frazioni (đơn vị trực thuộcs) Tressane and part of San Martino di Castrozza.
Tonadico giáp các đô thị: Falcade, Moena, Canale d'Agordo, Taibon Agordino, Predazzo, Siror, Voltago Agordino, Gosaldo, Sagron Mis, Transacqua và Fiera di Primiero.